# Atherimorpha albipennis
Atherimorpha albipennis är en tvåvingeart som beskrevs av Mario Bezzi 1926. Atherimorpha albipennis ingår i släktet Atherimorpha och familjen snäppflugor. Inga underarter finns listade i Catalogue of Life.